# إميلي ديمرز بوتين
إميلي ديمرز بوتين هي متزلجة فنية كندية، ولدت في 23 سبتمبر 1990 في كووانسفيل في كندا، وتوفيت في 24 يناير 2011.

## وصلات خارجية
- إميلي ديمرز بوتين على موقع الاتحاد الدولي للتزلج (الإنجليزية)
- إميلي ديمرز بوتين على موقع الاتحاد الدولي للتزلج (الإنجليزية)